# Луківська сільська рада (Житомирський район)
Луківська сільська рада — колишня адміністративно-територіальна одиниця та орган місцевого самоврядування в Іванківському (Левківському), Троянівському, Житомирському та Коростишівському районах Волинської округи, Київської й Житомирської областей Української РСР та України з адміністративним центром у с. Лука.

## Населені пункти
Сільській раді були підпорядковані населені пункти:
- с. Лука
- с. Вершина
- с. Млинище

## Населення
Кількість населення ради, станом на 1923 рік, становила 1 398 осіб, кількість дворів — 255.
Відповідно до результатів перепису населення СРСР, кількість населення ради, станом на 12 січня 1989 року, становила 1 619 осіб.
Станом на 5 грудня 2001 року, відповідно до перепису населення України, кількість мешканців сільської ради становила 1 836 осіб.

## Склад ради
Рада складалась з 20 депутатів та голови.

### Керівний склад сільської ради
| ПІБ                        | Основні відомості                                                                                  | Дата обрання | Дата звільнення |
| -------------------------- | -------------------------------------------------------------------------------------------------- | ------------ | --------------- |
| Кузьменко Євген Григорович | Сільський голова, 1977 року народження, освіта, безпартійний                                       | 26.03.2006   | 31.10.2010      |
| Кузьменко Євген Григорович | Сільський голова, 1977 року народження, освіта вища, член Всеукраїнського об'єднання «Батьківщина» | 31.10.2010   |                 |

Примітка: таблиця складена за даними джерела

## Історія
Створена 1923 року в с. Лука Левківської волості Житомирського повіту Волинської губернії. На 1929 рік в підпорядкуванні значився населений пункт Лукський радгосп (згодом — Вершина).
Станом на 1 вересня 1946 року сільська рада входила до складу Троянівського району Житомирської області, на обліку в раді перебувало с. Лука.
11 серпня 1954 року, відповідно до указу Президії Верховної ради Української РСР «Про укрупнення сільських рад по Житомирській області», до складу ради включено с. Млинище ліквідованої Млинищенської сільської ради Троянівського району.
На 1 січня 1972 року сільська рада входила до складу Житомирського району Житомирської області, на обліку в раді перебували села Вершина, Лука та Млинище.
Припинила існування 30 грудня 2016 року через об'єднання до складу Станишівської сільської територіальної громади Житомирського району Житомирської області.
Входила до складу Іванківського (Левківського, 7.03.1923 р.), Троянівського (15.09.1930 р.), Житомирського (28.11.1957 р., 4.01.1965 р.) та Коростишівського (30.12.1962 р.) районів.